# Мисливці за старовиною
«Мисливці за старовиною» або «Мисливці за реліквіями» (англ. Relic Hunter) — англо-канадський фантастично-пригодницький телесеріал. Головні ролі виконують Тіа Каррере і Крістіан Анхольт. Актриса Лінді Бут також брала участь у зніманнях перших двох сезонів; її замінили на Таню Райхерт, яка зіграла винахідливу секретарку Карен Петрускі у третьому сезоні. На створення серіалу надихнув успіх відеогри «Лара Крофт».
Всього вийшло три сезони по 66 серій. По завершенню повних трьох сезонів серійний контракт не було продовжено. В Україні серіал транслювався на каналах 2+2, ICTV, Інтер, К1, Україна, Ми — Україна+, Конкурент Україна та Bolt.

## Сюжет
Сюжет розгортається навколо Сідні Фокс — професорки та насамперед мисливиці за старовиною, яка постійно подорожує по всьому світу в пошуках древніх артефактів з метою повернення їх до музеїв або нащадкам їх попередніх власників. Їй допомагають її асистент-лінгвіст Найджел Бейлі та легковажна секретарка Клавдія. Сідні часто доводиться суперничати з іншими мисливцями, які займаються цим заради грошей.

## Персонажі
- Тіа Каррере — професор Сідні Фокс
- Крістіан Анхольт — Найджел Бейлі
- Лінді Бут — Клавдія (1-2 сезони)
- Таня Райхерт — Карен (3 сезон)
- Кріспін Бонем-Картер — Престон Бейлі
- Едмунд Стоппард — Лорен Халезан

## Список серій

### Перший сезон
| № серії | Назва серії                                      | Реліквія                                                           | Режисер(и)       | Сценарист(и)        | Місце дії флешбеку                     | Інші місця     | Світова прем'єра  | Прем'єра в Україні |
| --- | ------------------------------------------------ | ------------------------------------------------------------------ | ---------------- | ------------------- | -------------------------------------- | -------------- | ----------------- | ------------------ |
| 1 | «Чаша Будди» «Buddha's Bowl»                     | Чаша для подань Будди                                              | Ян Тойнтон       | Білл Тауб           | Непал, 523 рік до н.е.                 | Буде оголошено | 20 вересня 1999   | Буде оголошено     |
| Сідні та Найджел вирушають до Непалу, щоб повернути легендарну чашу для подань Будди селянам, які збираються будувати храм першому Будді. |                                                  |                                                                    |                  |                     |                                        |                |                   |                    |
| 2 | «Явний доказ» «Smoking Gun»                      | Інкрустований діамантами пістолет Аль Капоне                       | Ян Тойнтон       | Френк Енкарнакао    | Чикаго, 1930 рік                       | Буде оголошено | 27 вересня 1999   | Буде оголошено     |
| Сідні та Найджел у Чикаго знаходять пістолет Аль Капоне. |                                                  |                                                                    |                  |                     |                                        |                |                   |                    |
| 3 | «Монахиня без голови» «The Headless Nun»         | Рештки Сестри Євангеліни                                           | Кен Гіротті      | Роб Гілмер          | Нова Шотландія, XVII століття          | Буде оголошено | 27 вересня 1999   | Буде оголошено     |
| Коли літак Сідні розбився, група монахинь попросила її знайти голову іншої, яку було обезголовлено кілька століть тому. |                                                  |                                                                    |                  |                     |                                        |                |                   |                    |
| 4 | «Під кам'яним ковпаком» «Flag Day»               | Перший ведмежий прапор Каліфорнійської республіки                  | Девід Ву         | Ян Тойнтон          | Каліфорнія, 1846 рік                   | Буде оголошено | 11 жовтня 1999    | Буде оголошено     |
| Сідні та Найджел вирушають до Каліфорнії для того, щоб знайти ведмежий прапор Піонерів. |                                                  |                                                                    |                  |                     |                                        |                |                   |                    |
| 5 | «Багато вдячних» «Thank You Very Much»           | Загублена гітара Елвіса Преслі                                     | Дон МакКатчеон   | Юрген Вульф         | Німеччина, 1960 рік                    | Буде оголошено | 18 жовтня 1999    | Буде оголошено     |
| Сідні та Найджел вирушають до Німеччини на пошуки загубленої гітари Елвіса Преслі. |                                                  |                                                                    |                  |                     |                                        |                |                   |                    |
| 6 | «Пастка для зірки» «Diamond in the Rough»        | Магічна рукавичка колишнього великого бейсболіста Джиммі Джонсборо | Дон МакКатчеон   | Роб Гілмер          | Фенвей Парк, Бостон, 1946 рік          | Буде оголошено | 25 жовтня 1999    | Буде оголошено     |
| Сідні, Найджел і конкуруючий мисливець за старовиною Курт Рейнер намагаються знайти втрачену бейсбольну рукавичку Джиммі Джонсборо. |                                                  |                                                                    |                  |                     |                                        |                |                   |                    |
| 7 | «Перетворення» «Transformation»                  | Сувої Парацельса                                                   | Клей Борріс      | Білл Тауб           | Зальцбург, Австрія, 1946 рік           | Перу           | 1 листопада 1999  | Буде оголошено     |
| Сідні, Найджел і Дерек Ллойд вирушають у джунглі Перу на пошуки сувоїв Парацельса, що містять формулу перетворення свинцю на золото. |                                                  |                                                                    |                  |                     |                                        |                |                   |                    |
| 8 | «Камінь Кональда» «Etched in Stone»              | Скарби легендарного короля вікінгів Яна II Лисого                  | Джон Белл        | Білл Тауб           | Узбережжя Нортумбрії, 935 рік          | Стокгольм      | 13 листопада 1999 | Буде оголошено     |
| Сідні, Найджел і Стіві Харпер прямують до Стокгольму, Швеція, на пошуки рунного каменя короля Норвегії Яна II. |                                                  |                                                                    |                  |                     |                                        |                |                   |                    |
| 9 | «Книга кохання» «The Book of Love»               | Книга кохання Казанови                                             | Пауль Барзман    | Юрген Вульф         | Схованка Казанови, Італія, 1749 рік    | Мілан          | 15 листопада 1999 | Буде оголошено     |
| Сідні та Найджел у Мілані, Італія, шукають утрачену Книгу Кохання Казанови. |                                                  |                                                                    |                  |                     |                                        |                |                   |                    |
| 10 | «Міф про лабіринт» «Myth of the Maze»            | Лабіринт Мінотавра                                                 | Грем Лінч        | Роб Гілмер          | Афіни, Греція, 3000 рік до н.е.        | Буде оголошено | 22 листопада 1999 | Буде оголошено     |
| Сідні, Найджел і Клавдія відвідують Афіни для пошуків у лабіринті Мінотавра легендарного золотого сплетіння. |                                                  |                                                                    |                  |                     |                                        |                |                   |                    |
| 11 | «Справа про корону» «Irish Crown Affair»         | Втрачена корона останнього короля Ірландії                         | Пауль Барзман    | Юрген Вульф         | Ірландія, 1000 рік                     | Дублін         | 31 січня 2000     | Буде оголошено     |
| Сідні та Найджел вирушають до Дубліна, Ірландія, на пошуки втраченої корони останнього короля Ірландії. |                                                  |                                                                    |                  |                     |                                        |                |                   |                    |
| 12 | «Наречена імператора» «Emperor's Bride»          | Труна нареченої китайського імператора                             | Стефан Скайні    | Юлія Лейсі          | Ріка Хуанхе, Китай, 1000 рік до н.е.   | Аляска         | 7 лютого 2000     | Буде оголошено     |
| Сідні та Найджел у селищі Мус-Бей шукають білий нефритовий саркофаг китайської імператриці. Сідні натикається на колег-мисливців за старовиною Далласа Картера і Курта Рейнера. |                                                  |                                                                    |                  |                     |                                        |                |                   |                    |
| 13 | «За межею смерті» «Afterlife and Death»          | Алмаз Тутмоса III                                                  | Дон МакКатчеон   | Біл Тауб Роб Гілмер | Єгипет, 1425 рік до н.е.               | Амстердам      | 14 лютого 2000    | Буде оголошено     |
| Сідні та Найджел у Каїрі, Єгипет, а потім в Амстердамі. Вони мають відбити алмаз фараона Тутмоса III у мисливця за старовиною Авері Ко до того, як цей алмаз буде розрізано та продано. |                                                  |                                                                    |                  |                     |                                        |                |                   |                    |
| 14 | «Дев'ять життів» «Nine Lives»                    | Статуя Мафдет                                                      | Пауль Барзман    | Вільям Гоуг         | Єгипет, 1895 рік                       | Нью-Йорк       | 21 лютого 2000    | Буде оголошено     |
| Це історія про прокляття: кожного, хто викраде статую єгипетської богині-кішки Мафдет, уб'є богиня. Тепер, коли статуя зникла, куратор Нью-Йоркського музею просить Сідні та Найджела повернути її. Коли вони починають пошуки, то виявляють, що ті, хто брав статую, починають вмирати. Чи прокляття справжнє... чи хтось робить його справжнім? |                                                  |                                                                    |                  |                     |                                        |                |                   |                    |
| 15 | «Справи амурні» «Affaire de Coeur»               | Каблучки закоханих Калума і Єлени                                  | Стів ДіМарко     | Буде визначено      | Шотландія, 1430 рік                    | Буде оголошено | 28 лютого 2000    | Буде оголошено     |
| Сідні та Найджел вирушають до Шотландії для того, щоб знайти другу з пари каблучок Калума та Єлени. |                                                  |                                                                    |                  |                     |                                        |                |                   |                    |
| 16 | «У світі ілюзій» «A Vanishing Art»               | Скіпетр Угорського королівства                                     | Ян Тойнтон       | Наомі Йанзен        | Будапешт, 1897 рік                     | Атлантик-Сіті  | 6 березня 2000    | Буде оголошено     |
| У супроводі фокусника Макса, Сідні та Найджел подорожують до Атлантик-Сіті, Нью-Джерсі, на пошуки втраченого угорського, ніби-то проклятого, королівського скіпетра. |                                                  |                                                                    |                  |                     |                                        |                |                   |                    |
| 17 | «Врожайний рік» «A Good Year»                    | Алмази з корони Франції                                            | Пауль Барзман    | Мартін Броссоллет   | Париж, 1792 рік                        | Буде оголошено | 17 квітня 2000    | Буде оголошено     |
| Сідні та Найджел подорожують до Франції для пошуку втрачених коштовностей з корони Марії Антуанетти. |                                                  |                                                                    |                  |                     |                                        |                |                   |                    |
| 18 | «Останній лицар» «The Last Knight»               | Меч грандмайстра тамплієрів                                        | Ян Тойнтон       | Андре Жаквеметтон   | Париж, Франція, близько 1300 року      | Буде оголошено | 24 квітня 2000    | Буде оголошено     |
| Сідні та Найджел вирушають до Парижу, Франція, у пошуках меча Жака де Моле, грандмайстра тамплієрів. Конкуруюча мисливиця за старовиною Рита Роселліні теж шукає меч. |                                                  |                                                                    |                  |                     |                                        |                |                   |                    |
| 19 | «Освідчення в коханні» «Love Letter»             | Запис про таємний шлюб напередодні великої французької революції   | Жан-П'єр Превост | Елізабет Бакстер    | Селище на південь від Парижа, 1789 рік | Буде оголошено | 1 травня 2000     | Буде оголошено     |
| Сідні та Найджел вирушають до Франції на пошуки доказів весілля Жозефіни Понтойз і Гая де Бурдіна для того, щоб підтвердити права їх спадкоємця на Сюр-луар святої Агнеси (англ. Saint Agnes Sur-Loire). |                                                  |                                                                    |                  |                     |                                        |                |                   |                    |
| 20 | «Одержимі» «Possessed»                           | Священний сонячний годинник Зевса                                  | Жан-П'єр Превост | Роб Гілмер          | Лівія, XIV століття                    | Брюссель       | 8 травня 2000     | Буде оголошено     |
| Сідні та Найджел у Брюсселі, Бельгія, шукають священний сонячний годинник Зевса для того, щоб зупинити вампірів. |                                                  |                                                                    |                  |                     |                                        |                |                   |                    |
| 21 | «Правда і тільки правда» «Nothing But the Truth» | Рубінова чаша істини                                               | Джон Белл        | Білл Тауб           | Варварське узбережжя, 1534 рік         | Париж          | 15 травня 2000    | Буде оголошено     |
| Сідні та Найджел об'єднуються зі Стіві Харпером у пошуках чаші істини у Франції. |                                                  |                                                                    |                  |                     |                                        |                |                   |                    |
| 22 | «Спогад про Монмартру» «Memories of Montmartre»  | Тіара, відома як «Серце Європи»                                    | Пауль Барзман    | Буде визначено      | Париж, Мулен Руж, 1939 рік             | Буде оголошено | 22 травня 2000    | Буде оголошено     |
| Сідні та Найджел вирушають до Парижа, Франція, на пошуки втраченого медальйона для того, щоб зняти звинувачення з померлої бабусі Сідні. |                                                  |                                                                    |                  |                     |                                        |                |                   |                    |

### Другий сезон
| № серії | Назва серії                                             | Реліквія                                         | Режисер(и)      | Сценарист(и)                    | Місце дії флешбеку                        | Інші місця        | Світова прем'єра  | Прем'єра в Україні |
| --- | ------------------------------------------------------- | ------------------------------------------------ | --------------- | ------------------------------- | ----------------------------------------- | ----------------- | ----------------- | ------------------ |
| 1 | «Повернення ідола» «The Put Back»                       | Ідол з храму Вут                                 | Ян Тойнтон      | Джеф Ф. Кінг                    | Куба, Африка, 100 рік                     | Буде оголошено    | 18 вересня 2000   | Буде оголошено     |
| Росс Кроуфорд приходить до Сідні, тому що він узяв ідола і прокляття прискорило його старіння. І, якщо ідола не повернути, гнів Вут звільниться. |                                                         |                                                  |                 |                                 |                                           |                   |                   |                    |
| 2 | «Смертоносний кинджал» «Dagger of Death»                | Кинджал Калі                                     | Ян Тойнтон      | Юрген Вульф                     | Храм Калі, Індія, 500 рік                 | Буде оголошено    | 25 вересня 2000   | Буде оголошено     |
| Доктор Террас у в'язниці максимального захисту за вбивство свого асистента. Кинджал підкорив його, і тепер Сідні має повернути його до піхов. |                                                         |                                                  |                 |                                 |                                           |                   |                   |                    |
| 3 | «Останній з могікан» «Last of the Mochicas»             | Посудина з духом великого воїна могікан          | Джон Белл       | Рональд А. Левінсон             | Південна Америка, 662 рік                 | Буде оголошено    | 2 жовтня 2000     | Буде оголошено     |
| У пошуках захисної реліквії південноамериканських могікан Найджел разом зі своїми колегами Тобаром і Кейт потрапляє до полону місцевих партизанів, а Сідні з Джейсоном Кларком звільняє їх. Але ситуація, що склалася після цього, розв'язується зовсім несподівано. |                                                         |                                                  |                 |                                 |                                           |                   |                   |                    |
| 4 | «Легенда про загублене плем'я» «The Legend of the Lost» | Загублене плем'я Кай Номата                      | Джон Белл       | Леонард Дік                     | Острови Вануату, 4800 рік до н.е.         | Нова Гвінея       | 9 жовтня 2000     | Буде оголошено     |
| Сідні та Найджел намагаються з'ясувати істинність легенди про загублену африканську цивілізацію. На жаль, вони вимушені об'єднатися з Дереком Ллойдом. |                                                         |                                                  |                 |                                 |                                           |                   |                   |                    |
| 5 | «Сад родючості» «Fertile Ground»                        | Ідол Лоно                                        | Террі Інгрем    | Мішель Ловретта                 | Гаваї, 1779 рік                           | Мадагаскар        | 16 жовтня 2000    | Буде оголошено     |
| Сідні возз'єднується зі своїм шкільним хлопцем Тоні з метою пошуку та повернення Гавайського ідола родючості з Мадагаскару. |                                                         |                                                  |                 |                                 |                                           |                   |                   |                    |
| 6 | «Циганська головоломка» «Gypsy Jigsaw»                  | Корона циган                                     | Ларрі А. МакЛін | Беккі Саусвелл                  | Румунія, 1830 рік                         | Буде оголошено    | 23 жовтня 2000    | Буде оголошено     |
| Сідні отримує поштою колоду рідкісних карт Таро від щойно померлого друга. Безчесний, раніше не згадуваний Гриф (англ. Vulture) був за нього. Сідні заручається допомогою Клавдії. |                                                         |                                                  |                 |                                 |                                           |                   |                   |                    |
| 7 | «За горами, за ріками» «Three Rivers to Cross»          | Нефритова імператриця                            | Террі Інгрем    | Джеф Ф. Кінг                    | Три ріки, Китай, 1245 рік                 | Буде оголошено    | 30 жовтня 2000    | Буде оголошено     |
| Завдяки місцевим монахам Славетну Нефритову Імператрицю поховано в долині, яку буде затоплено під час урочистого відкриття Дамби Трьох Річок. Батько Сідні просить її приїхати до Гонконгу і знайти статую. |                                                         |                                                  |                 |                                 |                                           |                   |                   |                    |
| 8 | «Римські канікули» «Roman Holiday»                      | Нагрудник Цезаря                                 | Мілан Чейлов    | Юрген Вульф                     | Рим, 44 рік до н.е.                       | Буде оголошено    | 6 листопада 2000  | Буде оголошено     |
| Сідні та Найджел у дорозі, тож Клавдія допомагає другові Сідні Роджерові знайти обладунок Цезаря. Але полювання за старовиною не найбільший її талант. |                                                         |                                                  |                 |                                 |                                           |                   |                   |                    |
| 9 | «Хрест Вуду» «Cross of Voodoo»                          | Гаїтянський Хрест Уту                            | Джордж Менделюк | Чарльз Хейт                     | Гаїті, кінець XVIII століття              | Новий Орлеан      | 13 листопада 2000 | Буде оголошено     |
| Коли двоє випускників зникають у Новому Орлеані під час пошуків Гаїтянського Хреста Уту, Сідні та Найджел ідуть униз за течією струмка, шукаючи їх. |                                                         |                                                  |                 |                                 |                                           |                   |                   |                    |
| 10 | «Втрачений контакт» «Lost Contact»                      | Чаша для жертвопринесень                         | Мілан Чейлов    | Леонард Дік                     | Бірма, 1824 рік                           | Буде оголошено    | 20 листопада 2000 | Буде оголошено     |
| Сідні, Найджел і підприємець-мільярдер Род Торсон десантуються у джунглях М'янми для того, щоб знайти найняту Торсоном команду мисливців за старовиною для пошуків древньої жертовної чаші. |                                                         |                                                  |                 |                                 |                                           |                   |                   |                    |
| 11 | «Теперішнє» «The Reel Thing»                            | Скіпетри єгипетського фараона Амона II           | Буде визначено  | Буде визначено                  | Єгипет, 1516 рік до н.е.                  | Англія            | 8 січня 2001      | Буде оголошено     |
| Працюючи консультантами на зніманнях археологічного пригодницького фільму, Сідні та Найджел виявляють, що бутафорські речі Фараона насправді є давніми зниклими реліквіями. Як таке можливо? |                                                         |                                                  |                 |                                 |                                           |                   |                   |                    |
| 12 | «Загублена безвісти» «M.I.A.»                           | Яйця Фаберже                                     | Джуліан Грант   | Джил Грант                      | Санкт-Петербург, Росія, 1886 рік          | Буде оголошено    | 15 січня 2001     | Буде оголошено     |
| Сідні викрадено, але ким? Найджел, Клавдія та Кейт досліджують список ворогів Сідні з метою встановити винного. |                                                         |                                                  |                 |                                 |                                           |                   |                   |                    |
| 13 | «Назад з минулого» «Out of the Past»                    | Намисто Клеопатри                                | Пауль Барзман   | Едвіна Фоллоус                  | Єгипет, 30 рік до н.е.                    | Буде оголошено    | 29 січня 2001     | Буде оголошено     |
| Клавдія виявляє, що була служницею Клеопатри в минулому житті, коли випробувала ефект дежавю під час читання журнальної статті про експозицію давньоєгипетських реліквій. Вона подорожує разом із Сідні до Єгипту, де використовує свої приховані спогади у пошуках намиста, яке Клеопатра надягала за кілька хвилин до своєї смерті.                                                                |                                                         |                                                  |                 |                                 |                                           |                   |                   |                    |
| 14 | «Очі Токламані» «Eyes of Toklamanee»                    | Очі Токламані                                    | Джон Белл       | Ларрі Моллін                    | Долина Міссісіпі, 1605 рік                | Сент-Луїс         | 5 лютого 2001     | Буде оголошено     |
| Сідні та її студент Адам знайшли уславлені його предками Очі Токламані, але їм доводиться тікати від таємничих бойовиків. |                                                         |                                                  |                 |                                 |                                           |                   |                   |                    |
| 15 | «Тікай, Сідні, тікай» «Run Sydney Run»                  | Меч Атея                                         | Пауль Барзман   | Джеф Ф. Кінг                    | Уральські степи, Росія, 339 рік до н.е.   | Буде оголошено    | 12 лютого 2001    | Буде оголошено     |
| Сідні та Найджел потрапили у засідку в Росії. Два тижні потому Сідні прокидається у будинки чоловіка, який називає себе Царловим і запевняє, що врятував її. Сідні розуміє, що щось іде не так, і має рацію: замість полювання за старовиною, на неї саму почнеться полювання. |                                                         |                                                  |                 |                                 |                                           |                   |                   |                    |
| 16 | «Французькі зв'язки» «French Connection»                | Передбачення Нострадамуса                        | Пауль Барзман   | Пітер Мохан                     | Церква Кордієра Салона, Франція, 1600 рік | Буде оголошено    | 19 лютого 2001    | Буде оголошено     |
| Супроводжуючи Найджела у лекційному турі по Європі, Сідні уклала угоду з MI5, оскільки лише вона може запобігти вбивству високого рівня згідно з пророцтвом Нострадамуса. |                                                         |                                                  |                 |                                 |                                           |                   |                   |                    |
| 17 | «Не ходіть, діти, до лісу» «Don't Go Into the Woods»    | Мариборський золотий сокіл                       | Ян Тойнтон      | Елізабет Бакстер                | Карпатські гори, 1711 рік                 | Буде оголошено    | 16 квітня 2001    | Буде оголошено     |
| Друг Сідні телефонує їй, щоб повідомити, що знайшов інформацію про золотого сокола Марибору, який зник близько 1711 року. Сідні та Найджел подорожують до Луб'янки назустріч другові, але той вже вирушив за соколом. |                                                         |                                                  |                 |                                 |                                           |                   |                   |                    |
| 18 | «Опівнічний рейс» «Midnight Flight»                     | Інкрустований рубінами скіпетр Гюнтера Хороброго | Ян Тойнтон      | Чарльз Хейт                     | Німеччина, близько 400 року               | Люксембург, Париж | 23 квітня 2001    | Буде оголошено     |
| Сідні та Найджела наймають на пошуки скіпетра за допомогою нещодавно знайдених кристала й кам'яної дощечки. |                                                         |                                                  |                 |                                 |                                           |                   |                   |                    |
| 19 | «Маска ката» «The Executioner's Mask»                   | Маска ката                                       | Пауль Барзман   | Андре                           | Бурж, Франція, 1789 рік                   | Буде оголошено    | 30 квітня 2001    | Буде оголошено     |
| Обличчя моделі спотворилося, коли вона надягла маску французького ката. Єдиний спосіб повернути їх колишній вигляд — це надягнути маску комусь іншому (це передасть прокляття), або зупинити прокляття, повернувши маску до могили. Сідні та Найджел розпочинають її пошуки. |                                                         |                                                  |                 |                                 |                                           |                   |                   |                    |
| 20 | «Перстень королеви» «The Royal Ring»                    | Каблучка Анни Болейн                             | Джон Белл       | Рональд А. Левінсон Юрген Вульф | Лондонський Тауер, 1536 рік               | Буде оголошено    | 7 травня 2001     | Буде оголошено     |
| Коли Британський музей просить Сідні та Найджела знайти обручку короля Генрі VIII, починаючи з підказом на картині, Найджел зустрічається із самовпевненим старшим братом Престоном, який працює тут, але їх суперництво — тепер і для їх подруги дитинства — не єдина небезпека, так як інша підозріло добре проінформована компанія долучається до полювання за скарбом і незабаром проявить себе. |                                                         |                                                  |                 |                                 |                                           |                   |                   |                    |
| 21 | «Ув'язнений у камені» «Set in Stone»                    | Магічний меч святого Габріеля                    | Пауль Барзман   | Девід Козлов Девід Волков       | Балатон, Угорщина, 1595 рік               | Буде оголошено    | 14 травня 2001    | Буде оголошено     |
| Найджел і Сідні прибувають з листом від монаха, але абат стверджує, що це підробка, і не впускає їх. Сідні вирішує копнути глибше. |                                                         |                                                  |                 |                                 |                                           |                   |                   |                    |
| 22 | «Крайній термін» «Deadline»                             | Перший християнський тау-хрест                   | Джон Белл       | Джеф Ф. Кінг                    | Єрусалим, 1099 рік                        | Париж             | 21 травня 2001    | Буде оголошено     |
| Алан приходить до Сідні й розповідає, що має 12 годин до того, як вірус Некрон уб'є його. Якщо тільки Алан не дістане тау-хрест для шантажиста, який має антидот. |                                                         |                                                  |                 |                                 |                                           |                   |                   |                    |

### Третій сезон
| № серії | Назва серії                                       | Реліквія                                    | Режисер(и)      | Сценарист(и)                              | Місце дії флешбеку                       | Інші місця      | Світова прем'єра  | Прем'єра в Україні |
| --- | ------------------------------------------------- | ------------------------------------------- | --------------- | ----------------------------------------- | ---------------------------------------- | --------------- | ----------------- | ------------------ |
| 1 | «Помста Сідні» «Wages of Sydney»                  | Китайське яйце дракона                      | Джон Белл       | Джеф Ф. Кінг                              | Фортеця Куан Шу, Маньчжурія, 1359 рік    | Буде оголошено  | 17 вересня 2001   | Буде оголошено     |
| Суперники відбирають у Сідні та Найджела карту, що веде до драконячого яйця. Клавдія йде на нову роботу, тож Сідні знаходить нову, грудасту асистентку, Карен. |                                                   |                                             |                 |                                           |                                          |                 |                   |                    |
| 2 | «Чаша Парваті» «Mr. Right»                        | Чаша Парваті                                | Джон Белл       | Буде визначено                            | Балі, Індонезія, 1459 рік                | Буде оголошено  | 24 вересня 2001   | Буде оголошено     |
| Сідні разом з колишнім хлопцем Греєм летить у відпустку на Балі. Але коли Дерек Ллойд пропонує їй приєднатися до пошуків чаші Парваті, вона не може встояти. |                                                   |                                             |                 |                                           |                                          |                 |                   |                    |
| 3 | «Хто минуле пом'яне» «Sydney at Ten»              | Підвіска фараона Тутанхамона                | Ян Тойнтон      | Леонард Дік                               | Школа Сант-Беатрис, 20 років тому        | Ізмір           | 1 жовтня 2001     | Буде оголошено     |
| Сусідка Сідні по кімнаті за шкільних часів напала на слід підвіски, і пропонує їй долучитися до пошуків і спіймати вбивцю. |                                                   |                                             |                 |                                           |                                          |                 |                   |                    |
| 4 | «Світло істини» «The Light of Truth»              | Світло істини                               | Джордж Менделюк | Андре Жаквеметтон Марія Жаквеметтон       | Аравія, 843 рік                          | Буде оголошено  | 8 жовтня 2001     | Буде оголошено     |
| Принц Шарім перериває заняття Сідні для того, щоб попросити її знайти світло істини. Сідні спершу відмовляється, та згодом має витягти Шаріма з неприємностей. |                                                   |                                             |                 |                                           |                                          |                 |                   |                    |
| 5 | «Острів скарбів» «Treasure Island»                | Скарби з острова скарбів                    | Джон Белл       | Юрген Вульф                               | Іспанський Мейн, 1790 рік                | Буде оголошено  | 15 жовтня 2001    | Буде оголошено     |
| Сідні полює на піратські трофеї, ... та чи примусить зрадник пройтись її дошкою? |                                                   |                                             |                 |                                           |                                          |                 |                   |                    |
| 6 | «Зірка Надиру» «Star of Nadir»                    | Брильянт «Зірка Надиру»                     | Террі Інгрем    | Еллісон Лі Бінгеман                       | Палац талібів, Індостан, 1423 рік        | Буде оголошено  | 22 жовтня 2001    | Буде оголошено     |
| Дружина неназваного султана Даніела гине в пустелі за загадкових обставин. Тим не менше, вона кликала Сідні на допомогу. Сідні вірить Даніелі, яка шукала Зірку Надиру, що може призвести до громадянської війни. |                                                   |                                             |                 |                                           |                                          |                 |                   |                    |
| 7 | «Поцілунок вампіра» «Vampire's Kiss»              | Чаша вампіра                                | Ян Тойнтон      | Мішель Ловретта                           | Чехословаччина, 1720 рік                 | Буде оголошено  | 29 жовтня 2001    | Буде оголошено     |
| Лукас Блекмер, магніт для жінок, професор і романіст, просить Сідні знайти загублену реліквію Влада Цепеша. Та не тільки він її шукає. |                                                   |                                             |                 |                                           |                                          |                 |                   |                    |
| 8 | «Диявольська лялька» «Devil Doll»                 | Проклята ацтекська диявольська лялька       | Брюс Піттман    | Білл Тауб (сюжет) Чарльз Хейт (адаптація) | Центральна Америка, 1488 рік             | Буде оголошено  | 5 листопада 2001  | Буде оголошено     |
| Провідник веде Сідні та Найджела до незвичайної підземної поховальної камери Ацтеків. Замість тіла вони знаходять реліквію. |                                                   |                                             |                 |                                           |                                          |                 |                   |                    |
| 9 | «Інкогніто» «Incognito»                           | Ланцет, що дарує при порізі неймовірну силу | Террі Інгрем    | Юрген Вульф                               | Нова Гвінея, 1522 рік                    | Лісабон Мальта  | 12 листопада 2001 | Буде оголошено     |
| Знайшовши ланцета, Сідні та Найджел тікають від неймовірно схожого на Найджела чоловіка, просто перед його смертю. Найджел порізався ланцетом. Кейт умовляє Найджела вдавати чоловіка. |                                                   |                                             |                 |                                           |                                          |                 |                   |                    |
| 10 | «Статуя Афіни» «All Choked Up»                    | Статуя Афіни                                | Холлі Дейл      | Джеймс Торп                               | Греція, 800 рік до н.е.                  | Скірос          | 19 листопада 2001 | Буде оголошено     |
| Карсон Інез, колекціонер, використовує намисто для того, щоб Сідні допомогла їй підняти Афіну, яка допоможе їй завоювати світ. |                                                   |                                             |                 |                                           |                                          |                 |                   |                    |
| 11 | «Чорнокнижник» «Warlock of Nu Theta Phi»          | Амулет Вікки                                | Брюс Піттман    | Трейсі Форбс                              | Нова Англія, 1692 рік                    | Буде оголошено  | 14 січня 2002     | Буде оголошено     |
| Сусідка Мег, студентки Сідні, по кімнаті знаходить амулет. Побратими хлопця Мег намагаються дістати амулет. Що вони замислили? |                                                   |                                             |                 |                                           |                                          |                 |                   |                    |
| 12 | «Жіночий інтерес» «Women Want to Know»            | Статуя Ґанеші                               | Джордж Менделюк | Чарльз Хейт                               | Південно-Східна Азія, 1075 рік           | Буде оголошено  | 21 січня 2002     | Буде оголошено     |
| Сідні знайшла храм з ідолом, про якого там же знімають телефільм. Але вони застрягли всередині, рятуючись від місцевих повстанців. Чи зможуть Найджел і Карен допомогти їм, перебуваючи у США? |                                                   |                                             |                 |                                           |                                          |                 |                   |                    |
| 13 | «Вогонь у небі» «fire in the Sky»                 | Позаземний артефакт                         | Йорг Монтесі    | Девід Волков                              | Тихоокеанський північний захід, 1398 рік | Буде оголошено  | 28 січня 2002     | Буде оголошено     |
| Сідні читає лекцію про корінних американців, які 600 років тому бачили загадковий катаклізм. Вони принесли звідти реліквію. Яка її таємниця? |                                                   |                                             |                 |                                           |                                          |                 |                   |                    |
| 14 | «На полюванні з ворогом» «Hunting with the Enemy» | Прах Конфуція                               | Террі Інгрем    | Крісті Добкін                             | Камбоджа, 1952                           | Районг, Таїланд | 4 лютого 2002     | Буде оголошено     |
| Урну, подаровану Камбоджійському монастирю китайським імператором для праху Конфуція, ось-ось буде знищено під час систематичних бомбардувань усього регіону. Ось чому Дав'єго, вбивця вчителя Сідні й член братства Гурел Натаз (англ. Gural Nataz), хитрістю викравши її та Найджела (а також їх секретарку з її дому як додатковий важіль шантажу), змушує пройти крізь щільно заміновану зону та розгадати І-чінг на шляху до урни до початку бомбардування. |                                                   |                                             |                 |                                           |                                          |                 |                   |                    |
| 15 | «Пояс Іпполіти» «Antianeiral»                     | Пояс Іпполіти                               | Джеф Ф. Кінг    | Джеф Ф. Кінг                              | Мала Азія, 1200 рік до н.е.              | Стамбул         | 11 лютого 2002    | Буде оголошено     |
| Сідні та Найджел подорожують до Стамбула для того, щоб розслідувати вбивство одного з друзів Сідні — професора, котрий намагався довести існування Геракла, знайшовши пояс Іпполіти. Невдовзі вони стикаються з (англ. antianeirai) — жінками, які б'ються наче чоловіки, сучасними амазонками. |                                                   |                                             |                 |                                           |                                          |                 |                   |                    |
| 16 | «Під кригою» «Under the Ice»                      | Мумія Анасазі                               | Йорг Монтесі    | Дем'ян Кіндлер                            | Північне полярне коло, 1355 рік          | Буде оголошено  | 18 лютого 2002    | Буде оголошено     |
| Попри жахливу погоду Сідні витягла Найджела до арктичної бази, де знайшли древню індіанську мумію. Вона виявляється Анасазі, з теплих мисливських угідь, але також пов'язана з численними смертями на малій базі. Чи повернуться вони живими? |                                                   |                                             |                 |                                           |                                          |                 |                   |                    |
| 17 | «Хрест короля Артура» «Arthur's Cross»            | Хрест короля Артура                         | Пауль Барзман   | Ріо Фаннінг                               | Англія, 455 рік                          | Буде оголошено  | 15 квітня 2002    | Буде оголошено     |
| Скотленд-Ярд попросив Сідні та Найджела ідентифікувати зброю V століття. Нею виявляється могильний хрест короля Артура, але крім жертв його дехто шукає. Вони скоюють все нові й нові вбивства, шукаючи хрест його історичними схованками й розгадуючи його вбивчу схему. |                                                   |                                             |                 |                                           |                                          |                 |                   |                    |
| 18 | «Хибна Сідні» «Faux Fox»                          | Королівські коштовності Карла IV            | Джонатан Хакет  | Пітер Хьюм                                | Королівський палац, Мадрид, 1808 рік     | Буде оголошено  | 22 квітня 2002    | Буде оголошено     |
| Коли Найджел, зачарований блискучою студенткою Лорейн, показує їй свій офіс (де вони цілуються), зненацька грабіжник викидає Сідні з її кабінету. Але що він вкрав? Це з'ясовується у Мадриді, де професор Ламенза запросив їх прослідити іспанську корону, сховану від армії Наполеона Карлом IV. Необхідні для читання лимонних чорнил фільтри були переплутані, і Лорейн, а насправді Ріна, об'єдналася зі своїм коханцем Раулем для того, щоб отримати корону, яку всі шукають в Андалусії, водночас намагаючись позбавитись конкурентів. |                                                   |                                             |                 |                                           |                                          |                 |                   |                    |
| 19 | «Скринька Пандори» «Pandora's Box»                | Скринька Пандори                            | Марк Ропер      | Арні Олсен                                | Ан-Наджаф, Персія, 422 рік               | Буде оголошено  | 29 квітня 2002    | Буде оголошено     |
| Сідні наслідує від найкращого мисливця за старовиною попереднього покоління ключ, і вирушає з Найджелом на пошуки чергової реліквії, якої найкращий мисливець не зміг знайти — скриньки Пандори, яка охороняється кланом персіянського султанату Ан-Наджафу. Держава-спадкоємець у стані революції і, хоча винахідливий місцевий батько виявляється гідом, який працює на вході до столиці, військовий диктатор має базу всередині древнього палацу, захоплюючи усі археологічні цінності. |                                                   |                                             |                 |                                           |                                          |                 |                   |                    |
| 20 | «Володар війни» «The Warlord»                     | Сідло Кахіни                                | Кріс Боулд      | Едвіна Фоллоус                            | Беккастан, 1401 рік                      | Буде оголошено  | 6 травня 2002     | Буде оголошено     |
| Сідні та Найджел розкопали печеру, малюнок з якої може навести на слід сідла Кахіни. Але її нащадки викликають ускладнення. |                                                   |                                             |                 |                                           |                                          |                 |                   |                    |
| 21 | «Фонтан юності» «Fountain of Youth»               | Вода з фонтану юності                       | Кріс Боулд      | Юрген Вульф                               | Pascus Florida, Вест-Індія, 1521 рік     | Іспанія Англія  | 13 травня 2002    | Буде оголошено     |
| Поки Найджел повторює свою промову в готельному номері Севільї, дівчина поряд ламає носа, вимагаючи чогось — виявляється, вона випила води з фонтану юності, яку помираючий дослідник Понс де Ліон надіслав іспанському королю, який переслав її Єлизаветі I через англійського посла, якого брат Найджела Престон зневірився знайти для того, щоб зберегти свою роботу в Британському музеї. Щойно герцог Ендрю, нащадок посла, погодився зустріти його за 48 годин, він і Сідні вирушили до Англії, лишивши Найджела з його промовою і не менш катастрофічним семінаром, але набуваючи з часом Шона Джеймса, конкуруючого мисливця за старовиною, та ігрового кредитора герцога.                                                                            |                                                   |                                             |                 |                                           |                                          |                 |                   |                    |
| 22 | «Хай буде так» «So Shall It Be»                   | Ключі до Стоунхенджу                        | Джонатан Хакет  | Джеф Ф. Кінг                              | Стоунхендж, Англія, 121 рік              | Буде оголошено  | 20 травня 2002    | Буде оголошено     |
| Коли Сідні та Найджел ось-ось мали увійти до лекційної зали, надзвичайно молодий автор наблизився до них і почав говорити про карту, що вказує шлях до «астрономікону» — загублені ключі до культу друїдів Стоунхенджу, заховані незадовго після захоплення Британії римлянами. Невдовзі виявляється, що він викрав карту в Гурел Натаз, він у нього бомба, і він не автор, а Андреас — син Фабріса Дав'єго, заклятого ворога Сідні, що вижив, як вони й підозрювали. Молодик запевнює їх, що ще більше ненавидить батька за те, що він його кинув до інтернату після смерті матері. Виявляється, що Фабріс ризикує всім для того, щоб допомогти їм і врятувати Андреасові життя — та чи зможе цей дивний союз протистояти безжалісному злочинному синдикату? |                                                   |                                             |                 |                                           |                                          |                 |                   |                    |

Всі назви епізодів, реліквій, додаткових відомостей та інших місць зазначено за версією телеканалу ICTV.